# Скоков, Сергей Иванович
Сергей Иванович Скоков (род. 1 января 1960, село Петропавловка, Талды-Курганская область, Казахская ССР) — российский военачальник, генерал-лейтенант (2007), начальник Главного штаба — первый заместитель главнокомандующего Сухопутными войсками РФ (2009—2011).

## Образование
- Ташкентского высшего танкового командного училища имени Маршала бронетанковых войск П. С. Рыбалко с отличием (1977-1981)
- Военная академия бронетанковых войск имени Маршала Советского Союза Р. Я. Малиновского с золотой медалью (1988-1991)
- Военная академия Генерального штаба Вооружённых Сил Российской Федерации (1999-2001)

## Военная служба
С 1981 по 1988 год — командир танкового взвода, командир танковой роты, начальник штаба танкового батальона мотострелковой дивизии в Туркестанском военном округе.
С 1991 по 1993 год — командир танкового батальона в Западной группе войск.
С 1993 по 1995 год — заместитель командира танкового полка в Западной группе войск .
С 1995 по 1997 год — командир учебного танкового полка в Московском военном округе.
С 1997 по 1999 год — начальник штаба — заместитель командира 467-го гвардейского окружного учебного Московско-Тартуского центра подготовки младших специалистов танковых войск в Московском военном округе.
С 2001 по 2003 год — начальник 212-го гвардейского окружного учебного центра подготовки младших специалистов танковых войск в Сибирском военном округе.
С 2003 по 2004 год — заместитель начальника штаба Северо-Кавказского военного округа.
С 2004 по 2006 год — начальник штаба — первый заместитель командующего 2-й гвардейской общевойсковой армией Приволжско-Уральского военного округа.
С 2006 по 2008 год — командующий 2-й гвардейской общевойсковой армией Приволжско-Уральского военного округа.
С 2008 по 2009 год — заместитель начальника Главного Оперативного управления Генерального штаба Вооружённых Сил Российской Федерации.
С 2009 по 2011 год — начальник Главного штаба — первый заместитель Главнокомандующего Сухопутными войсками Российской Федерации.
В июне 2011 года вместе с начальником Главного Оперативного управления — заместителем начальника Генерального штаба Вооружённых Сил РФ генерал-лейтенантом Андреем Третьяком и начальником Службы войск радиоэлектронной борьбы Вооружённых Сил РФ генерал-майором Олегом Ивановым написал рапорт об увольнении из Вооружённых Сил РФ. Поводом стало несогласие с проводимой реформой Министром обороны РФ Анатолием Сердюков и реорганизацией центрального аппарата военного ведомства. В октябре 2011 года рапорт был удовлетворён Президентом РФ Дмитрием Медведевым.
В настоящее время директор департамента информационных систем и ресурсов Центрального научно-исследовательского института экономики информации и систем управления.

## Награды
- Орден «За заслуги перед Отечеством» IV степени (2006)
- Орден «За военные заслуги»
- Медаль «За боевые заслуги»
- Медаль «За отличие в воинской службе» 2 степени
- Медаль «70 лет Вооружённых Сил СССР»
- Ведомственные награды Министерства обороны РФ, МВД РФ и Минюста РФ.